# Rumænsk tastatur
Et rumænsk tastatur er et tastatur til det rumænske sprog. Der er to rumænske tastaturlayouts: et "primært" layout og et "sekundært" layout.
Det "primære" layout er beregnet til traditionelle brugere, der plejede at skrive med det gamle rumænske tastatur fra Microsoft. Det "sekundære" layout er hovedsageligt beregnet til programmører, og svarer til et tastatur som i USA.
Et alternativ, men unormalt, tastaturlayout, blev anmodet til Microsoft af Ergo Romanian-projektet. De anmodede om at Microsoft skulle lave et nyt QWERTY tastatur, men hvor bogstaverne q, w, y, k, og x (da disse bogstaver er mindre almindelig på rumænsk) blev erstattet med ă, ș, ț, î, og â.